# Emanuel Adriaenssen
Pour les articles homonymes, voir Adriaenssen.
Œuvres principales
(Novum) Pratum Musicum (1584, 1592, 1600)
Emanuel Adriaenssen (ou Emmanuel, Adriaensen, Adriansen, Hadrianus, Hadrianius), né à Anvers entre 1540 et 55 et enterré dans la même ville le 27 février 1604, est un luthiste, maître de musique et compositeur brabançon des Pays-Bas espagnols. 

## Biographie
Emmanuel Adriaenssen alla étudier à Rome en 1574, ce qui explique les éléments italiens dans ses publications. Protestant avant la prise de la ville d'Anvers en 1585, il se vit après celle-ci contraint d'embrasser la foi catholique pour des raisons politiques. Avec son frère Gysbrecht, il ouvrit une école de luth à Anvers. Toutefois, en 1587, ils entrèrent en conflit avec la guilde des musiciens parce qu'aucun d'entre eux n'en était membre. Plus tard, cependant, Emanuel aurait été reçu franc-maître à la guilde, car il employa parfois le titre de maître. Il fut nommé capitaine de la garde civile, une activité procurant un revenu régulier, et en 1595 il prit part à la délivrance de la ville voisine de Lierre, qui avait été occupée par la République.
Adriaenssen devint un bourgeois aisé qui fréquentait les milieux les plus élevés, où il faisait preuve de sa maîtrise du luth ; il fut probablement sollicité par les familles notables, qui admiraient sa virtuosité. En quatre ans, il put s'acheter deux maisons au Meir à Anvers.
Ses publications, qui lui valurent une renommée croissante, trouvèrent le chemin des bibliothèques de personnages illustres, tels Philippe de Marnix de Sainte-Aldegonde, Constantin Huygens, le roi Jean IV de Portugal ou le cardinal Mazarin. Adrian Denss (1594), Robert Dowland (1610), Georg Leopold Fuhrmann (1615), Jean-Baptiste Besard (1617), Wolfgang Caspar Printz (1690) et Ernst Gottlieb Baron (1727) le mentionnent comme un compositeur de premier plan pour le luth, mais estiment parfois que sa musique frôlait l'excès quant à l'ornementation. Quoi qu'il en soit, en tant que professeur, il se trouve au premier rang, tant en raison des tablatures exceptionnelles qu'il a publiées que du fait qu'il était l'initiateur d'une école anversoise de luth qui comprenait, selon toute vraisemblance, Denss et Joachim van den Hove.
Avec sa femme Sybilla Crelin, Adriaenssen eut six fils et une fille. Quatre de ses fils furent peintres : 
- Alexander Adriaenssen, (Anvers, 1587-1661) ;
- Vincent Adriaenssen (Courtrai, 1595 – Rome, 1675) ;
- Cornelis Adriaenssen (Anvers, 1596 - ?, ?), sixième enfant ;
- Nicolas (Niclaes) Adriaenssen (Anvers, 1598 – Leyde, 1649), huitième enfant.

## Œuvre

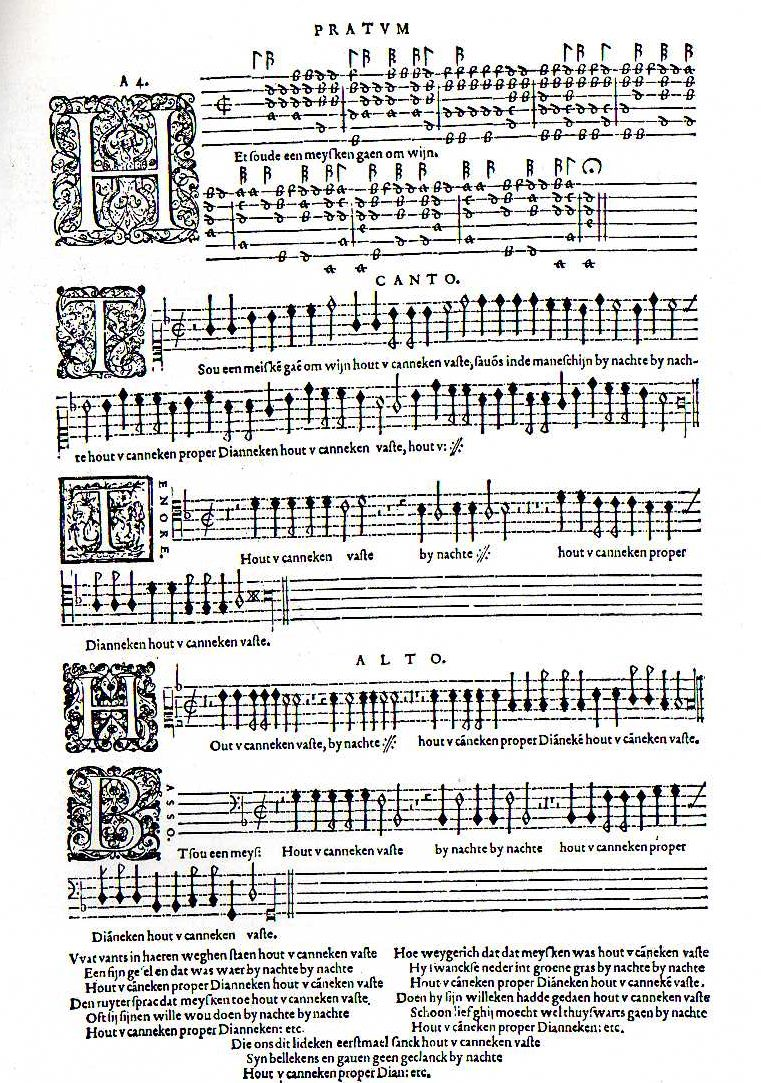
Le f. 59v des voix Canto et dAlto de la chanson Het soude een meysken gaen om wijn du Pratum musicum d'Emanuel Adriaenssen (Anvers, 1584)

### Introduction
Les éditions du Pratum Musicum, parues à Anvers en 1584 et 1600 eurent une influence considérable. Il s'agit de trois éditions en tout :
- Pratum musicum longe amoenissimum, cuius ... ambitu comprehenduntur ... omnia ad testudinis tabulaturam fideliter redacta... opus novum (Anvers, 1584. RISM 158412), et réimpression en 1600 (RISM 160018, « editio nova priori locupletior »),
- Novum pratum musicum... selectissimi diversorum autorum et idiomatum madrigales, cantiones, et moduli... opus plane novum, nec hactenus editum (Anvers, 1592. RISM 159222).

#### Le contenu duPratum Musicum
Chacune des trois éditions est en tablature de luth française et se compose de cinq fantaisies, une cinquantaine de pièces vocales (madrigaux, chansons françaises et néerlandaises, motets, chansons napolitaines) et une trentaine de danses. Il s'agit d'arrangements, notés en tablature de luth, de chansons de compositeurs tels que Andrea Gabrieli, Giovanni Giacomo Gastoldi, Marc'Antonio Ingegneri, Luca Marenzio, Giovanni Maria Nanino, Giovanni Pierluigi da Palestrina, Noé Faignient, Roland de Lassus, Philippe de Monte, Cyprien de Rore, Hubert Waelrant et Jacques de Wert et comprend des pièces pour luth seul et des madrigaux pour divers luths et voix qui procurent aux musicologues une riche source d'information sur les pratiques d'exécution de la musique de la Renaissance. 
Le style d'Adriaenssen peut se définir comme un style progressiste tendant au baroque. En raison de son ampleur et grâce à sa qualité musicale, les ouvrages d'Adriaenssen furent décisifs pour le développement de la musique pour luth dans les Pays-Bas. Le Novum pratum musicum de 1592 est particulièrement intéressant, car il permet d'obtenir des instructions (en latin) sur les méthodes de mise en tablature de la musique polyphonique d'autrefois : il comprend des tables sur lesquelles la notation mesurée est représentée à côté des signes correspondants en tablature,.

#### Notoriété duPratum Musicum
Le Pratum Musicum était assez populaire, et cela dès la première édition : le prix de l'ouvrage est mentionné dans un des registres de compte de l'imprimeur l'éditeur anversois Christophe Plantin.

### Les genres présents dans lePratum Musicum

#### Fantaisies
Les fantaisies, qui sont toutes des pièces originales, sont écrites en style imitatif ; leur contrepoint est clair et, presque baroque par leur style et par leur forme, elles annoncent une évolution ultérieure.

#### Pièces vocales
La plupart des pièces vocales sont en italien.  Les chansons napolitaines (pas nécessairement sur des paroles italiennes, puisqu'il s'agit ici plutôt de la définition d'un style), avec leurs parallèles de quintes, présentent un caractère plutôt villageois. L'une d'elles, Del crud'amor, est d'esprit presque oriental. Pour chaque tablature, deux parties vocales ou plus, sont ajoutées en notation mesurée ; ces pièces peuvent donc être réalisées instrumentalement, vocalement ou de façon mixte.
Les chansons françaises (9) et néerlandaises (4), ainsi que celles qui possèdent un texte à la fois français et néerlandais (2), sont en minorité. Le madrigal italien Fiamenga freda, dans lequel nous voyons un Italien amoureux chercher à fléchir le cœur d'une belle Flamande, contient quelques mots en néerlandais : Niet te verstaen. L'Allemande Slaepen gaen est un arrangement instrumental de la chanson, originellement en allemand, Was woll'n wir auf den Abend tun ?, tandis que l’Allemande nonnette est sans doute un arrangement instrumental de la chanson allemande Ich gieng einmal spazieren (J'allai un jour me promener, variante d’Une jeune fillette).
Parmi les cantiones napolitanæ, on trouve deux chansons néerlandaises et deux françaises. L'influence italienne s'étend parfois jusqu'aux paroles, avec parfois l'usage de vers endécasyllabes. D'autres chansons présentent un rythme pareil de vers alternants ou un autre rythme. La position de la langue néerlandaise était, à cette époque, plutôt affaiblie et avait complètement changé de caractère par rapport aux décennies antérieures. Les pièces sur des paroles néerlandaises (y compris les deux chansons bilingues), disparurent d'ailleurs des éditions postérieures de 1592 et 1600.

#### Danses
Les danses sont des variations virtuoses anonymes sur des airs populaires de l'époque et des basses standardisées, en particulier les gaillardes, les passamezzos, les allemandes, les courantes, les voltes et les branles. Plusieurs danses pour luth seul présentent également une tendance bucolique.

## Discographie
- Emanuel Adriaenssen, Compositions et tablatures de : Pratum Musicum, par l'ensemble de musique ancienne Liuto Concertato, sous la direction de Lutz Kirchhof, Sony Classical, SK 66 263, 1995